# Clítico
Um clítico (em grego:  κλιτικός klitikos, "inflexional") é um morfema em morfologia e sintaxe que possui características sintáticas de palavra, mas depende fonologicamente de outra palavra ou sintagma. Neste sentido, é sintaticamente independente, porém fonologicamente dependente e sempre ligado a um hospedeiro. O clítico é pronunciado como um afixo, contudo desempenha um papel sintático no nível de sintagma. Em outras palavras, clíticos possuem a forma de afixos, mas a distribuição de elementos funcionais. Por exemplo, os pronomes oblíquos átonos do português são clíticos, ele deu-me o presente ou ele me deu o presente.
Clíticos podem pertencer a qualquer categoria gramatical, embora eles sejam normalmente pronomes, determinantes e preposições. Note que a ortografia nem sempre é um bom guia para distinguir clíticos de afixos: clíticos podem ser escritos separados dos elementos em que são ligados, mas às vezes estão unidos às palavras que eles dependem (como o clítico do Latim –que, que significa “e” – conjunção coordenativa aditiva), ou separado por caracteres especiais como hifens ou apóstrofos (como o clítico do Inglês ‘s em "it's" para "it has" ou "it is").

## Classificação
Dependendo da posição que ocupam em relação à palavra à qual estão conectados, diz-se que os clíticos são:

### Proclítico
O proclítico é aquele que aparece antes do seu hospedeiro. É muito comum nas línguas Românicas. Por exemplo, em português, "eu te amo", em espanhol, "tú me gustas" ("eu gosto de você"), em francês, "je t'aime" ("eu te amo").

### Enclítico
O enclítico é aquele que aparece depois do seu hospedeiro.
- Latim: Senatus Populusque Romanus

"Senado povo-e Romanos" = "O Senado e o povo de Roma"
- Grego Antigo: ánthrōpoí (te) theoí te

"o povo (e) os deuses e" = "(ambos) homens e deuses"
- Sânscrito: naro gajaśca = नरो गजश् च > com sandhi, नरो गजश्च

"o homem o elefante e" = "o homem e o elefante"
- Tcheco: chceš-li

"(você) querer-se" = "se você quiser"
- Telugo: di nā puvvu = ఇది నా పువ్వు (Esta é minha flor). Com o enclítico ē que indica certeza, esta frase se torna

Idi nā puvvē = ఇది నా పువ్వే (Esta é certamente minha flor)

### Mesoclítico
O mesoclítico é aquele que aparece entre o tronco do hospedeiro e outros afixos. Por exemplo, em português formal, conquistar-se-á, dá-lo-ei, matá-la-ia. Estes exemplos são encontrados mais frequentemente na escrita do que na fala. Inclusive é possível o uso de dois pronomes dentro do verbo, como em  dar-no-lo-á. Como em outras línguas Românicas, o tempo futuro sintético do português vem da fusão do infinitivo e das formas finitas correspondentes do verbo haver (do latino habēre), o que explica a possibilidade de separá-lo do infinitivo.
conquistar-se-á = ele(a) há de conquistar algo
dá-lo-ei = eu hei de dar algo
dar-no-lo-á = ele(a) há de nos dar algo

### Endoclítico
O endoclítico separa a raiz e é inserido entre as duas partes. Endoclíticos desafiam a Hipótese da Integridade Lexical (ou Hipótesis Lexicalista) e, portanto, por muito tempo eram tidos como impossíveis. No entanto, a evidência da língua Udi sugere que eles existem. Endoclitics também são encontrados em Pashto e são relatados para existir em Degema.

## Distinção
Uma distinção importante divide o amplo termo "clítico" em duas categorias, clíticos simples e clíticos especiais. Essa distinção é, no entanto, contestada.

### Clíticos simples
Clíticos simples são morfemas livres, o que significa que eles podem estar sozinhos em um sintagma ou sentença. Eles não são acentuados e, portanto, são fonologicamente dependentes de uma palavra próxima. Eles só recebem significado desse "hospedeiro".

### Clíticos especiais
Clíticos especiais são morfemas que são ligados a palavra que eles são dependentes, o que significa que eles existem como uma parte do seu hospedeiro. Esta forma, que não é acentuada, representa uma variante de uma forma livre que carrega acento. Embora as duas variantes tenham significado e composição fonológica semelhantes, o clítico especial é ligado a uma palavra hospedeira e não acentuado.

## Propriedades
Alguns clíticos podem ser entendidos como elementos passando por um processo histórico de gramaticalização.
item lexical → clítico → afixo
De acordo com este modelo de Judith Klavans, um item lexical autônomo em um contexto particular perde as propriedades de uma palavra totalmente independente com o tempo e adquire as propriedades de um afixo morfológico (prefixo, sufixo, infixo, etc.). Em algum estágio intermediário deste processo evolucionário, o elemento em questão pode ser descrito como um “clítico”. Como resultado, este termo acaba sendo aplicado a uma classe de elementos altamente heterogêneos, apresentando diferentes combinações de propriedades de palavras e de afixos.

### Prosódia
Uma característica compartilhada por muitos clíticos é a ausência de independência prosódica. Um clítico se une a uma palavra adjacente, conhecida como seu hospedeiro. As convenções ortográficas tratam os clíticos de diferentes maneiras: alguns são escritos como palavras separadas, alguns são escritos juntos como uma parte de seu hospedeiro, e alguns estão unidos ao seu hospedeiro, mas através de pontuação (um hífen ou um apóstrofo, por exemplo).

### Comparação com afixos
Embora o termo "clítico" possa ser usado de forma descritiva para se referir a qualquer elemento cujo categoria gramatical seja algo entre uma palavra e um afixo, os linguistas propuseram várias definições de "clítico" como um termo técnico. Uma abordagem comum é tratar os clíticos como palavras que são prosodicamente deficientes: eles não podem aparecer sem seu hospedeiro, e eles só podem formar uma unidade acentuada em combinação com seu hospedeiro. O termo "clítico poslexical"  (postlexical clitic) é usado para este sentido mais restrito do termo.
Dada essa definição básica, são necessários critérios adicionais para estabelecer uma linha divisória entre clíticos pós-lexicais e afixos morfológicos, uma vez que ambos são caracterizados pela falta de autonomia prosódica. Não há um limite natural e claro entre as duas categorias (uma vez que, do ponto de vista histórico, uma determinada forma pode se mover gradualmente de uma para a outra por morfologização). No entanto, ao identificar agrupamentos de propriedades observáveis que estão associados a exemplos de clíticos, por um lado, e exemplos de afixos, por outro, pode-se escolher uma bateria de testes que fornecem uma base empírica para uma distinção clítico / afixo.
Um afixo liga-se sintaticamente e fonologicamente a um morfema base de uma parte limitada do discurso, como um verbo, para formar uma nova palavra. Um clítico funciona sintaticamente acima do nível da palavra, ao nível do sintagma ou da oração e se liga apenas foneticamente à primeira, última ou única palavra no sintagma ou oração, seja qual for a classe à qual a palavra pertença. Os resultados da aplicação desses critérios às vezes revelam que os elementos chamados tradicionalmente de "clíticos" na realidade têm o status de afixos (por exemplo, os clíticos pronominais das línguas Românicas, discutidos abaixo).
Zwicky e Pullum postularam cinco características que distinguem os clíticos dos afixos:
1. Clíticos não selecionam seus hospedeiros. Ou seja, eles se ligam a qualquer palavra que esteja no lugar certo. Os afixos selecionam seu hospedeiro: eles se conectam apenas à palavra que estão conectados semanticamente e, geralmente, se ligam a uma determinada parte do discurso.
2. Os clíticos não apresentam lacunas arbitrárias. Afixos, por outro lado, muitas vezes são lexicalizados e podem simplesmente não ocorrer com certas palavras. (O plural de inglês -s, por exemplo, não ocorre com "child" - criança, "children" - crianças.)
3. Os clíticos não exibem idiossincrasias morfofonológicas. Ou seja, eles seguem as regras morfofonológicas do resto da linguagem. Afixos podem ser irregulares a este respeito.
4. Os clíticos não exibem idiossincrasias semânticas. Ou seja, o significado do sintagma-mais-clítico é previsível a partir dos significados do sintagma e do clítico. Os afixos podem ter significados irregulares.
5. Os clíticos podem se ligar ao material que já contém clíticos (e afixos). Os afixos podem ser anexados a outros afixos, mas não ao material que contém clíticos.

Um exemplo de análises diferentes por linguistas diferentes é a discussão dos possessivos (em inglês), alguns linguistas tratam como um afixo, enquanto outros o tratam como um clítico especial.  

### Comparação com palavras
Semelhante à discussão acima, os clíticos devem ser capazes de se distinguir das palavras. Houve uma série de testes linguísticos propostos para diferenciar entre as duas categorias. Alguns testes, especificamente, baseiam-se no entendimento de que ao comparar os dois, os clíticos se assemelham a afixos, enquanto as palavras se assemelham a frases sintáticas. Os clíticos e as palavras se assemelham a categorias diferentes, no sentido de que eles compartilham certas propriedades com eles. Seis desses testes estão descritos abaixo. Essas, é claro, não são as únicas formas de se diferenciar entre palavras e clíticos.
1. Se um morfema é ligado a uma palavra e nunca pode ocorrer em um isolamento completo, então é provável que seja um clítico. Em contraste, uma palavra não está vinculada e pode aparecer por conta própria.
2. Se a adição de um morfema a uma palavra evita a posterior afixação, então é provável que seja um clítico.
3. Se um morfema se combina com palavras simples para transmitir outro grau de significado, então é provável que seja um clítico.
4. Se um morfema for exigido em certa ordem em relação a outros morfemas dentro da construção, então é provável que seja um clítico. As palavras independentes desfrutam de uma ordem livre em relação a outras palavras, dentro dos limites da ordem das palavras da língua.
5. Se o comportamento permitido de um morfema é determinado por um princípio, é provável que seja um clítico. Por exemplo, "a" prossegue substantivos indefinidos em inglês. As palavras raramente podem ser descritas com uma dessas descrições.
6. Em geral, as palavras são mais morfologicamente complexas do que os clíticos. Os clíticos raramente são compostos por mais de um morfema.[14]

### Ordem de palavras
Os clíticos nem sempre aparecem ao lado da palavra ou sintagma que eles estão associados gramaticalmente. Eles podem estar sujeitos a restrições de ordem de palavras globais que agem em toda a oração. Muitas línguas indo-européias, por exemplo, obedecem à lei de Wackernagel (nomeada por Jacob Wackernagel), que exige que clíticos apareçam em "segunda posição", após a primeira frase sintática ou a primeira palavra acentuada em uma cláusula:
- O latim tinha três enclíticos que apareceram na segunda ou terceira posição de uma cláusula: enim 'de fato, para', autem ', mas, além disso,' vero 'no entanto'. Por exemplo, quis enim potest negare? (do epigram LXIV da Martial, literalmente "quem realmente pode negar [suas riquezas]?"). Spevak (2010) relata que em seu corpus de César, Cicero e Salústio, essas três palavras aparecem em tal posição em 100% dos casos.[15]

## Línguas indo-européias

### Línguas Germânicas

#### Inglês
Os enclíticos ingleses incluem as versões contraídas de verbos auxiliares, como em I’m (I am) e we’ve (we have). Alguns também consideram o marcador possessivo, como em The Queen of England's crown  (a coroa da Rainha da Inglaterra) como um enclítico, ao invés de uma inflexão genitiva.
Os artigos de inglês a, an, the e o marcador infinitivo to são considerados por alguns como proclíticos.
O marcador negativo n’t como em não poderia, etc., geralmente é pensado para ser um clítico desenvolvido a partir do item lexical não; Os linguistas Arnold Zwicky e Geoffrey Pullum argumentam, no entanto, que a forma tem as propriedades de um afixo e não um clítico sintaticamente independente.

### Línguas Românicas
Nas línguas românicas, as formas do pronome pessoal do objeto às vezes são reivindicadas como clíticas; outros afirmam que eles são realmente afixos, já que eles apenas se ligam ao verbo de quem eles são o objeto. Não existe um consenso geral sobre a questão. Em espanhol, por exemplo:
- lo atamos [loa'tamos] ("nós o amarramos", só pode ocorrer com o verbo e é o seu objeto)
- dámelo ['damelo] ("me dê isso")

O português europeu coloquial permite sufixos de objetos antes dos sufixos condicionais e futuros dos verbos:
- Ela levá-lo-ia ("Ela o levaria").
- Eles dar-no-lo-ão ("Eles vão nos dar isso").

O português coloquial do Brasil e Portugal e o espanhol da antiga Grã-Colômbia permitem que o verbo "ser" seja conjugado como clítico adjunto adverbial de um verbo para enfatizar a importância da frase em relação ao seu contexto ou com o significado de "realmente" ou "na verdade":
- Ele estava era gordo ("Ele estava muito gordo").
- Ele ligou é para Paula ("Ele telefonou para Paula (com ênfase)").

Note que esta forma clítica é apenas para o verbo "ser" e é restrita apenas a conjugações singulares de terceira pessoa. Não é usado como um verbo na gramática da frase, mas apresenta sintagmas preposicionais e acrescenta ênfase. Não precisa concordar com o tempo do verbo principal, como no segundo exemplo, e geralmente pode ser removido da sentença sem afetar o significado simples.

### Proto-Indo-Europeu
Nas línguas indo-européias, alguns clíticos remontam ao proto-indo-europeu: por exemplo, * -kʷe é a forma original do sânscrito च (-ca), grego τε (-te) e latim -que.
- Latim: -que "e", -ve "ou", -ne (perguntas de sim ou não)
- Grego: τε "e", δέ "mas", γάρ "para" (em um argumento lógico), οὖν "portanto".

## Outras Línguas
- Húngaro: o marcador de questões indiretas é -e: Nem tudja még, jön-e. "Ele ainda não sabe se ele virá". Este clítico também pode marcar questões diretas com uma entonação decrescente. Is ("também") e se ("não ... também") também funcionam como clíticos: embora escritas separadamente, são pronunciadas junto com a palavra anterior, sem estresse: Ő is jön. "Ele também virá". Ő sem jön. "Ele também não virá".
- Japonês: todas as partículas, como a posposição genitiva の (no) e o marcador de tópicos は (wa).
- Coreano: a copula 이다 (ida) e o sintagma adjetival 하다 (hada), bem como algumas partículas nominais e verbais (por exemplo, 는, neun).[23] No entanto, a análise alternativa sugere que as partículas nominais não funcionam como clíticos, mas como afixos de sintagmas.[24]
- Árabe: os sufixos de pronomes de objetos diretos e / ou pronomes de objetos indiretos (como encontrado em línguas indo-europeias) são sufixos de verbos, os determinantes possessivos são sufixos de substantivos e os pronomes são sufixos para partículas.
- Ganda: - nga se liga a um verbo para formar o progressivo; -wo 'in' (também ligado a um verbo)
- Somali: clíticos pronominais, clíticos sujeitos ou objetos, são requeridos no somali. Estes existem como clíticos simples pospostos ao substantivo ao qual eles se aplicam. Os argumentos lexicais podem ser omitidos das frases, mas os clíticos pronominais não podem ser.[25]